# Виндзорский замок
Ви́ндзорский за́мок (англ. Windsor Castle) — резиденция британских монархов в городе Виндзор, графство Беркшир, Англия. На протяжении более 900 лет с XI века замок являет собой незыблемый символ монархии, возвышаясь на холме в долине реки Темзы. По его названию с 1917 года стала называться Виндзорами ныне правящая в Англии королевская Саксен-Кобург-Готская династия. Виндзор — основная официальная резиденция монарха.

## Планировка замка
За почти тысячелетнюю историю Виндзорский замок изменялся и расширялся в соответствии со временем, вкусами, требованиями и финансовыми возможностями правящих монархов. Однако положение основных строений осталось без особых изменений. В настоящее время замок располагается вокруг искусственного холма (густо-насыщенный зелёный цвет вокруг башни «A» на плане), на котором Вильгельм I Завоеватель построил первый деревянный замок в XI веке.

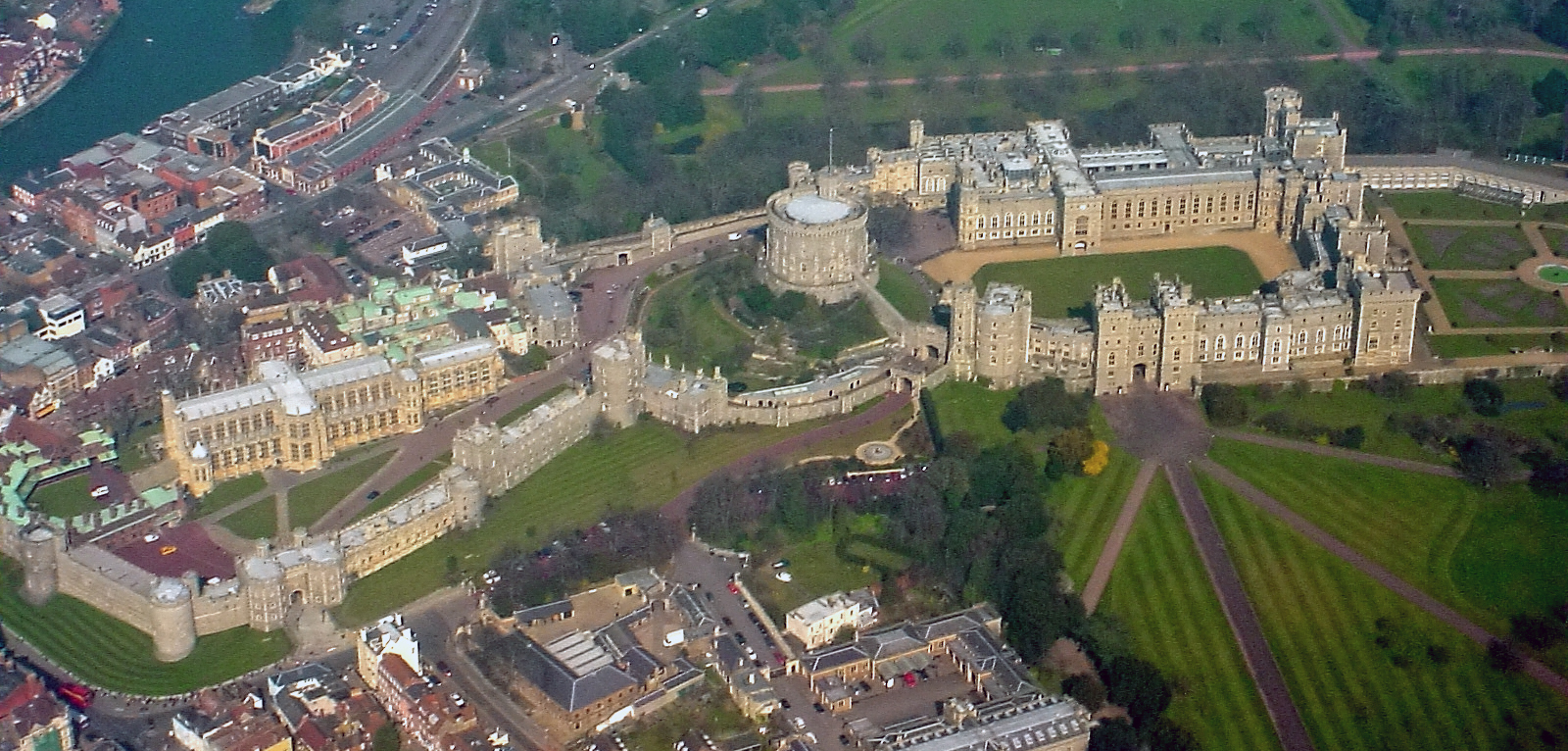
Вид на замок с южной стороны, соотносящийся с планом замка

A. «Круглая башня» (Round Tower)
B. Верхний двор (или Четырёхугольник, Upper Ward)
C. Государственные палаты (The State Apartments)
D. Частные покои монарха (Private Apartments).
E. Южное крыло (South Wing)
F. Нижний двор (Lower Ward)
G. Капелла Святого Георгия (Saint George's Chapel)
H. Клуатр Хорсшу (Horseshoe Cloister)
L. Длинная тропа (The Long Walk)
K. Врата короля Генриха VIII (главный вход в замок)
M. Нормандские ворота (Norman Gate)
N. Северная терраса (North Terrace)
O. Башня Эдуарда III (Edward III Tower)
T. Сторожевая башня (The Curfew Tower)
Виндзорский замок занимает 52 609 квадратных метров и сочетает в себе черты крепости, дворца и небольшого города. За свою историю неоднократно перестраивался, современный облик приобрёл в результате реконструкции после пожара 1992 года. Наибольшее помещение замка — Холл св. Георгия, 55 метров в длину и 9 метров в ширину.

### Круглая башня

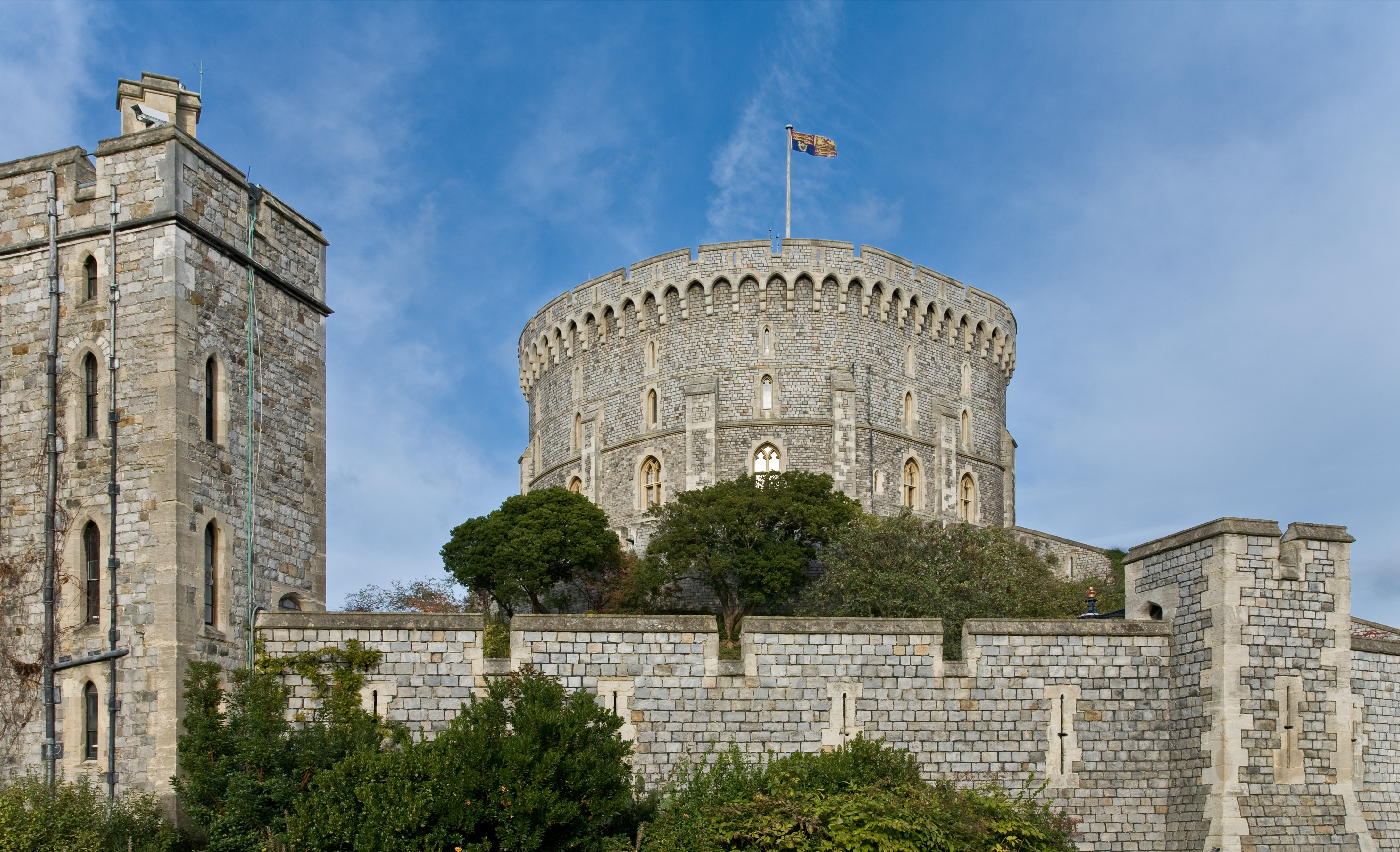
Круглая башня Генриха II, надстроенная в XIX веке. На флагштоке развевается королевский штандарт, означающий присутствие монарха в Замке.

В сердце Виндзорского замка находятся Центральный двор, ограниченный стеной, окружающей искусственный холм высотой 15 метров. Строение на холме называется Круглая башня («A») и представляет собой здание XII века, надстроенное на 9 метров в XIX веке архитектором Джеффри Уайетвиллем. Последние обновления интерьера были произведены в 1991—93 годах (была добавлена комната для Королевских архивов). Форма Круглой башни не идеально цилиндрическая (с южной стороны есть небольшая плоская часть стены), что обусловлено неправильной формой холма. На крыше Круглой башни с северо-восточной стороны расположена небольшая квадратная сигнальная башня с флагштоком, на котором поднимается штандарт Его Величества, когда монарх находится в замке, а в другое время развевается государственный флаг Великобритании.
Западный вход в Центральный двор в настоящее время открыт и ведёт на Северную террасу. Восточный вход охраняется Нормандской сторожкой, построенной в XIV веке, и ведёт в Верхний двор. Сторожка покрыта сводом и украшена резьбой, в частности сохранились средневековые львиные маски, традиционный символ королевского величия. В XIX веке сторожка была переделана под жилое помещение.

### Верхний двор
В расположенный к востоку от Круглой башни Верхний двор попадают через Нормандские ворота.

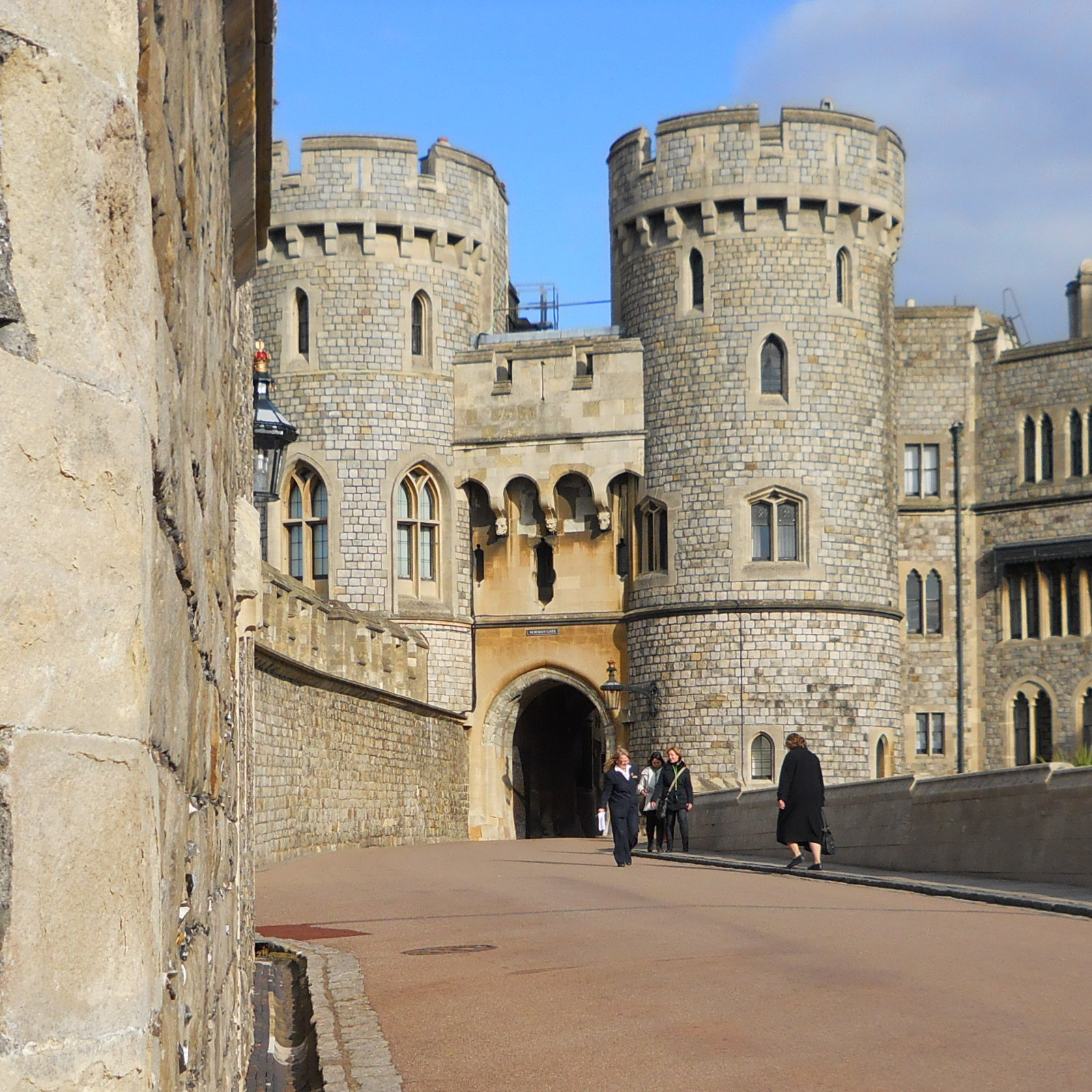
Нормандские ворота со стороны Круглой башни

Верхний двор состоит из нескольких зданий, окружённых стеной замка и образующих четырёхугольник. Северную сторону образуют Государственные апартаменты, восточную — здания, составляющие Частные апартаменты монарха («D»).

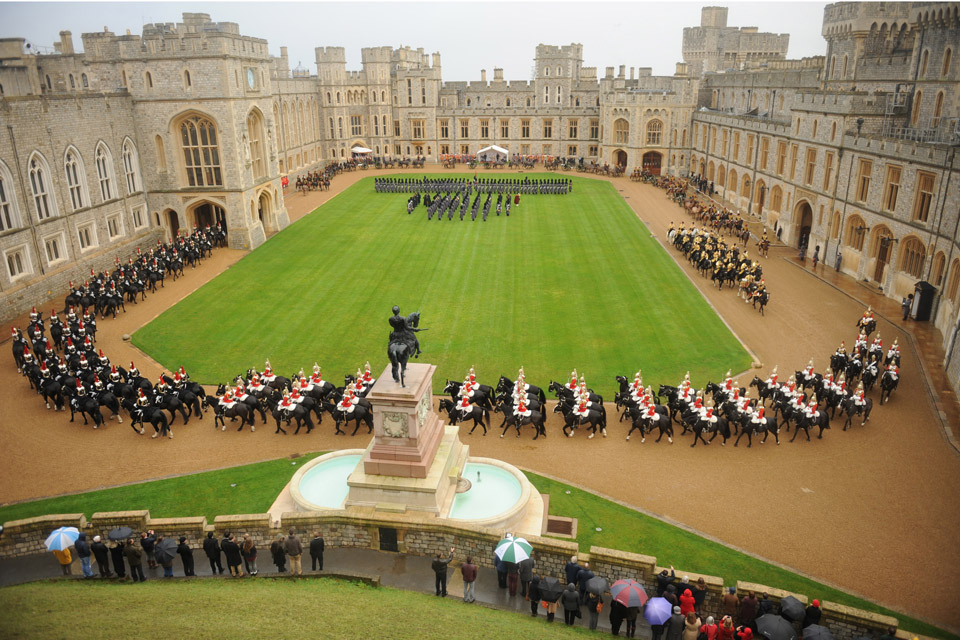
Приём Эмира Кувейта в Верхнем дворе

Южное крыло увенчано на юго-западном углу башней Эдуарда III.
Холм и Круглая башня замыкают Верхний двор на западе; у подножья Круглой башни расположена конная статуя Карла II, отлитая в 1679 году. К верхнему двору примыкают Северная терраса с видом на Темзу и Восточная терраса с видом на сады; обе террасы были спроектированы Хью Мэем в XVII веке.
Государственные апартаменты являются главной частью не только Верхнего двора, но и всего замка. Это относительно современное здание, построенное на фундаменте, заложенном Эдуардом III. Первый этаж занимают служебные помещения, главные залы находятся на втором. Западную часть апартаментов проектировал Хью Мэй, восточную — Джеффри Уайетвилль, он же в начале XIX века разработал проект интерьера. По его замыслу каждый зал должен представлять определённый архитектурный стиль с соответствующей мебелью и предметами искусства, например есть залы в стиле классицизма, готическом стиле, стиле рококо.
Многие залы восточной части двора пострадали от пожара 1992 года, при их реставрации старались воссоздать внешний вид, идентичный первоначальному, но с использованием современных материалов.
Наиболее известны залы в стиле рококо, в особенности Главный приёмный зал (длиной 30 метров и высотой 12 метров). Также примечательны Белая, Зелёная и Малиновая гостиные, украшенные 62 трофеями. Проект Уайетвилля сохранил три зала, построенные в XVII веке архитектором Хью Мэем при участии художника Антонио Веррио и резчика по дереву Гринлинга Гиббонса.
На первом этаже сохранились несколько средневековых достопримечательностей, в частности Большой подземный свод XIV века длиной 59 метров, шириной 9,4 метра и разделённый на 13 пролётов.
Однако, самой главной и популярной достопримечательностью для современных туристов, особенно младших возрастов в здании государственных аппартаментов является уникальный музей — Кукольный дом Королевы Марии созданный в 1925.

### Нижний двор
С юго-западной стороны Нижнего двора находятся ворота Генриха VIII — главный вход в замок.

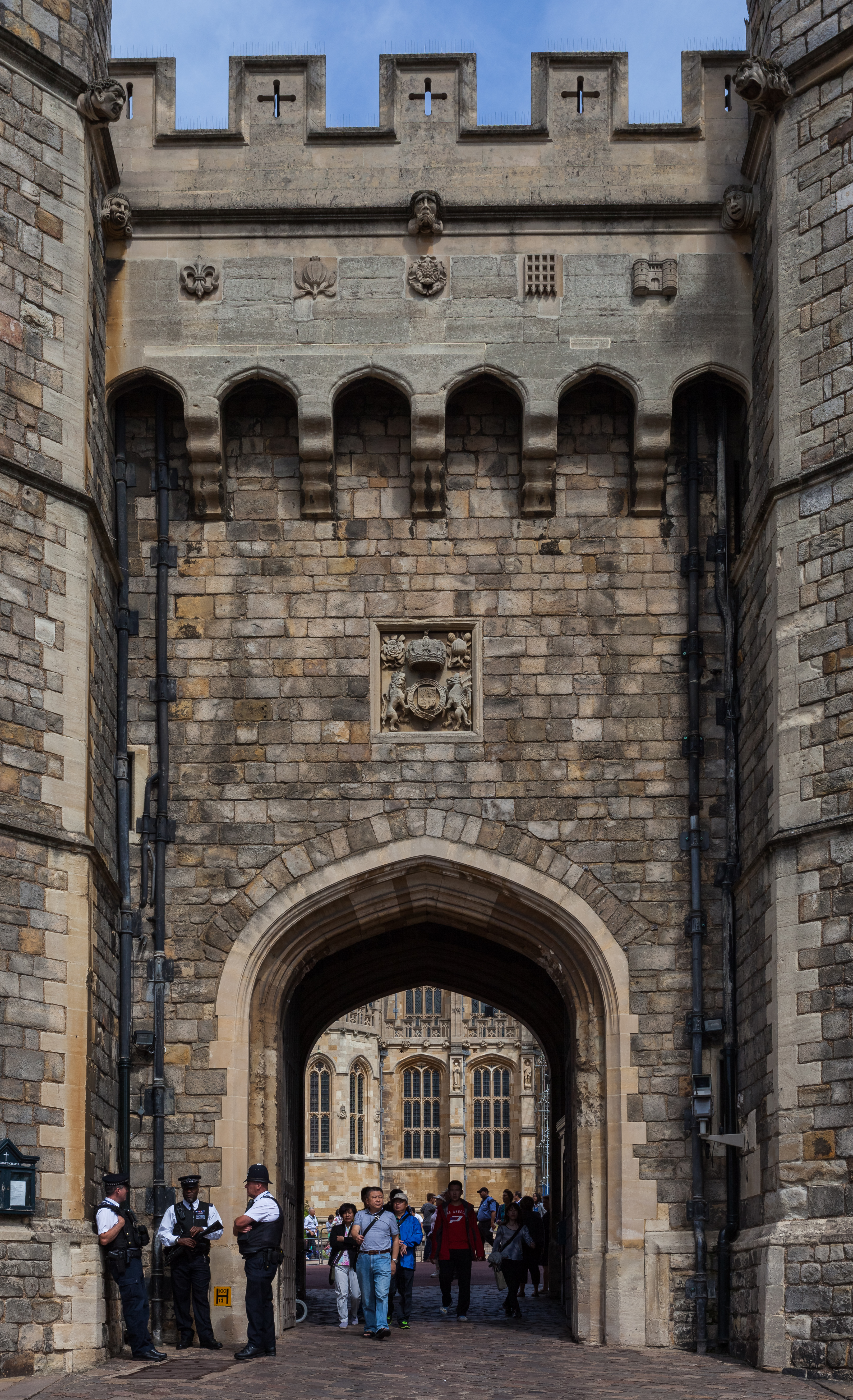
Ворота Генриха VIII

Большая часть Нижнего двора была перестроена в средне-викторианском периоде архитекторами Энтони Салвином и Эдвардом Блором.
В их северной части находится Капелла Святого Георгия (конец XV—начало XVI века, («G»)), являющаяся главным храмом конгрегации Ордена подвязки.

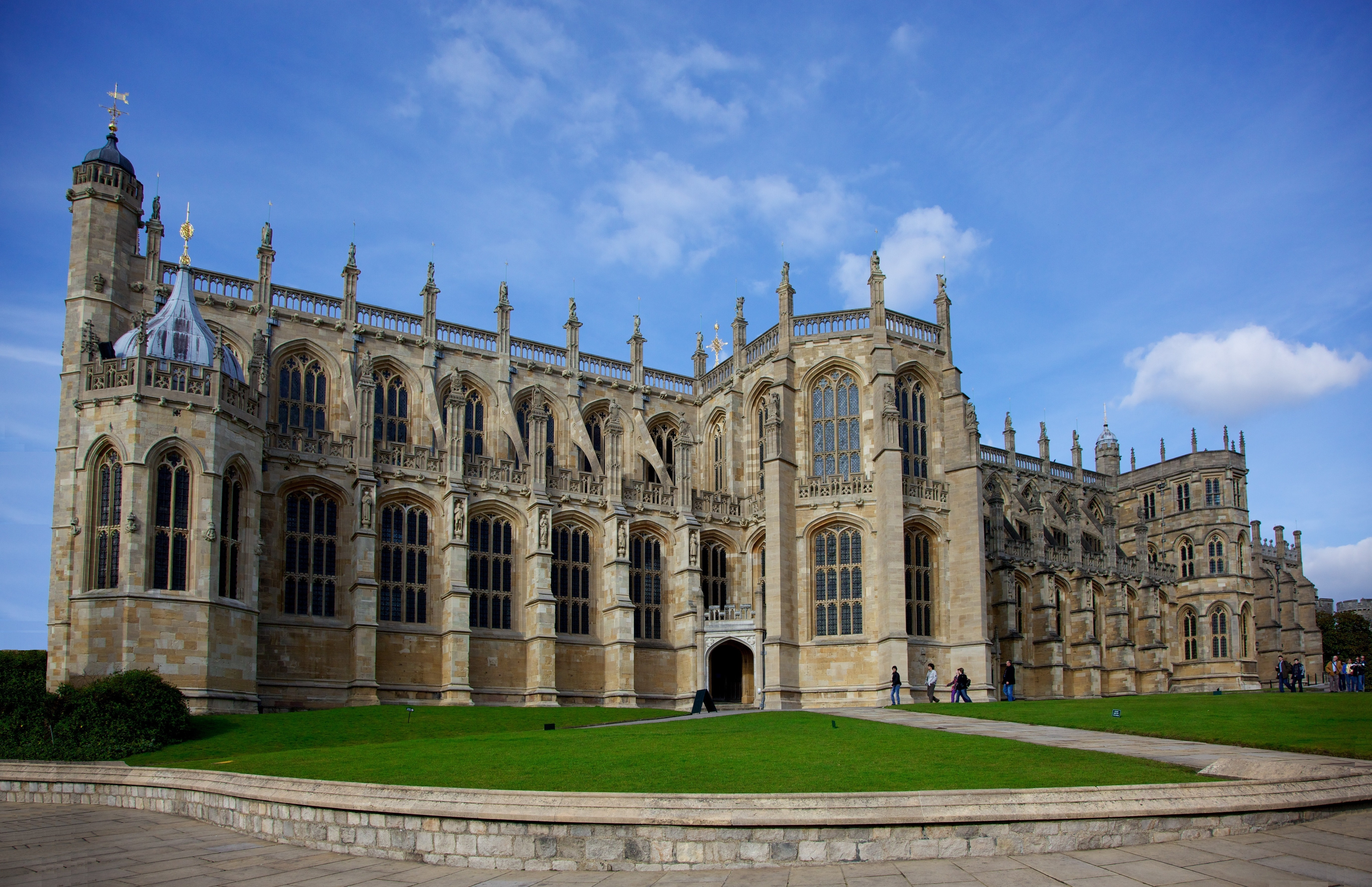
Капелла Святого Георгия

Хоры капеллы XV века были реставрированы и расширены в конце XVIII века; украшены медными пластинами с изображением гербов рыцарей Ордена подвязки за последние 6 веков. В западной части капеллы есть большая викторианская дверь и лестница, используемая в торжественных церемониях. Под сводом перед алтарём захоронены останки многих королей, королев, принцев и принцесс, в частности Генриха VIII, Джейн Сеймур и Карла I.
К востоку от Капеллы Святого Георгия находится Капелла Богоматери, построенная в XIII веке Генрихом III; в 1863—73 годах была превращена в Мемориальную капеллу Альберта (памяти принца-консорта Альберта). Восточная дверь капеллы датируется 1246 годом.
В западном конце Нижнего двора расположен клуатр Хорсшу (Подкова), построенный в 1480 году рядом с капеллой. Клуатр (крытая галерея вдоль стены замка) был значительно перестроен в 1871 году.
За ним находится Сторожевая башня, одно из старейших зданий Нижнего двора (XIII век). В ней размещалась темница, также имеет потайной ход, использовавшийся во время осады. В верхней части в 1478 году были установлены колокола, а в 1689 — часы.

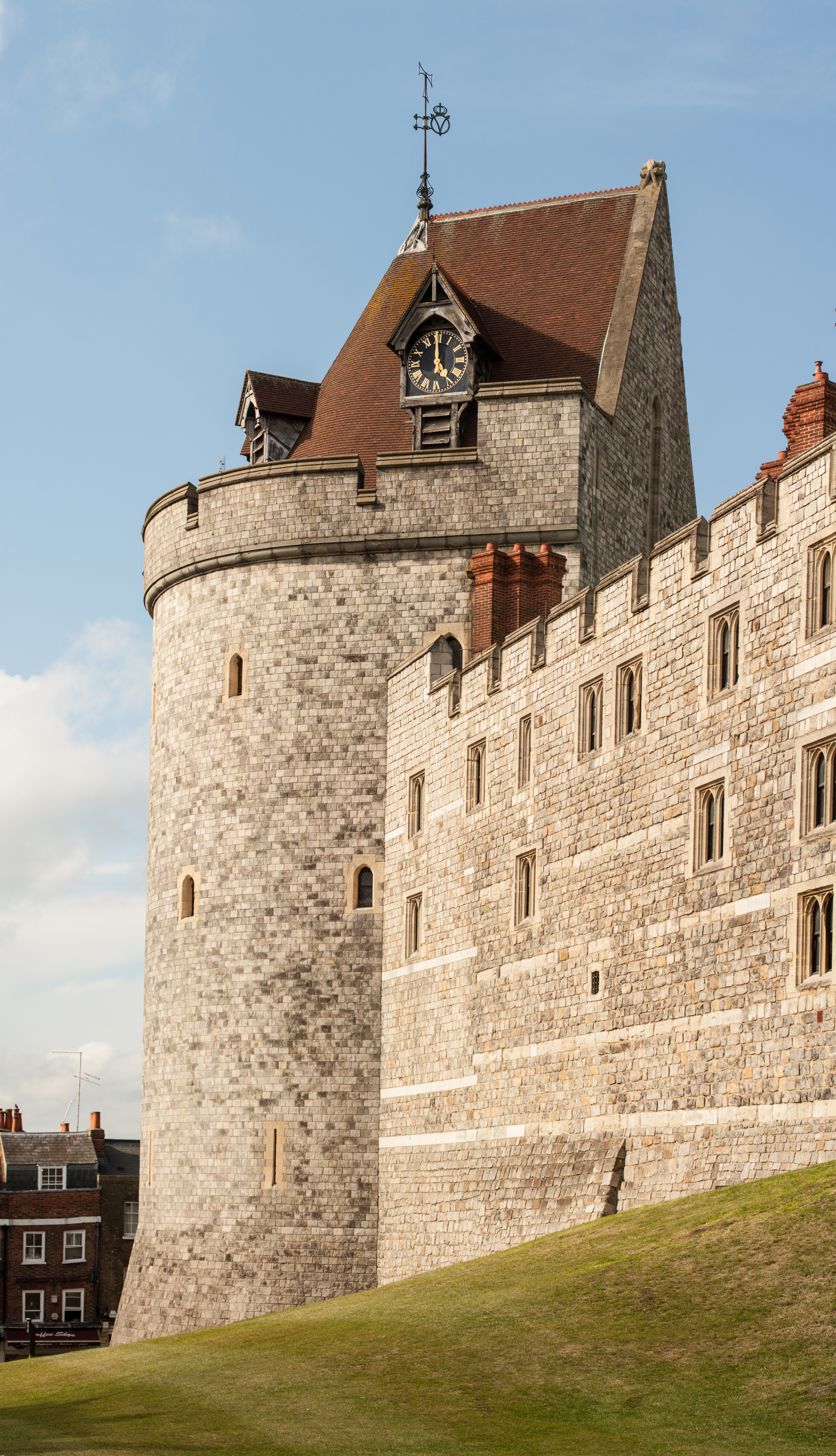
Сторожевая башня

### Сады и парки
Виндзорский замок расположен на возвышенности с довольно крутыми склонами, поэтому места для садов было немного, они простираются на восток от Верхнего двора вдоль террасы XX века. Замок окружён обширными парками. К востоку от замка в XIX веке был разбит так называемый Домашний парк (Home Park), включающий также две работающие фермы и коттеджи. Длинная тропа, шириной 75 метров и длиной 4,26 км, идёт на юг от замка, по обе стороны обсажена деревьями (в XVII веке были посажены вязы, после 1945 года были заменены на каштаны и платаны).
Домашний парк примыкает к северной границе более обширного Большого Виндзорского парка, занимающего более 200 гектаров. К северу от Виндзорского замка находится частная школа св. Георгия, а по другую сторону Темзы примерно в километре от замка расположен Итонский колледж.

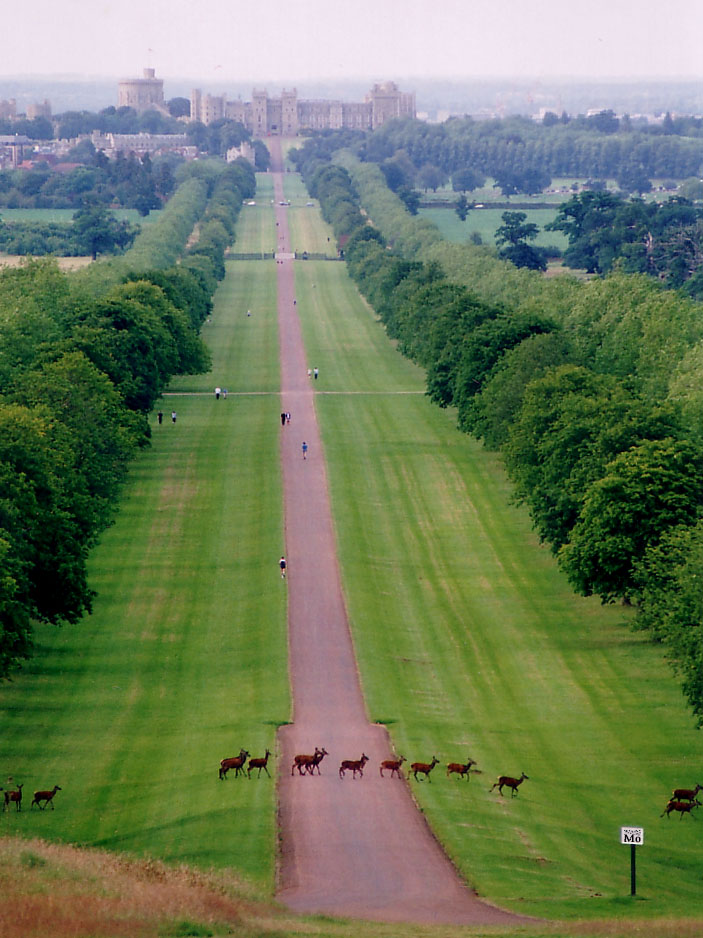
Стадо оленей пересекает Длинную аллею, ведущую через Большой Виндзорский парк к замку

## История

### XI и XII века
В первое десятилетие после Нормандского завоевания 1066 года Вильгельм I Завоеватель построил вокруг Лондона кольцо из замков на искусственных холмах, каждый в 30 км друг от друга и от Лондона. Виндзорский замок был наиболее стратегически значимым из этих укреплений из-за близости к Темзе и к Виндзорскому лесу (королевских охотничьих угодий). Первоначально это была деревянная крепость, окружённая каменной стеной, на вершине рукотворного холма из известняка, на 30 метров возвышающегося над Темзой. К востоку от крепости была построена дополнительная деревянная стена (позже это стало Верхним двором), а к концу века была построена стена на западе холма. Такой общий план замка сохранился до наших времён.
Первым королём, использовавшим Виндзорский замок в качестве резиденции, стал Генрих I (начиная с 1110 года), здесь он сочетался браком с Аделой в 1121 году. Примерно в это время часть деревянной крепости разрушилась в результате проседания холма. Холм был укреплён деревянными сваями и была построена каменная крепость. Генрих II, взошедший на престол в 1154 году, продолжил застройку Виндзора: заменил деревянный палисадник Верхнего двора каменной стеной, построил новую крепость, укрепил холм.

### XIII—XVI века
Во время бунта английских баронов в 1214 и 1216 годах Виндзорский замок был осаждён, но взять его войска баронов и французов не смогли. В период с 1216 по 1221 года замок был восстановлен и укреплён. Позже были перестроены и дополнены воротами стены Нижнего двора, сооружены три новые башни: Сторожевая башня, Башня подвязки и угловая Башня Солсбери. Центральный двор был укреплён южной стеной с башнями Эдуарда III и Генриха III с обоих концов.
Виндзорский замок был любимой резиденцией Генриха III, он щедро тратил деньги на его улучшение, в частности построил роскошный дворец в северной части Верхнего двора (1240—1263 года), а также несколько зданий в Нижнем дворе, наибольшее из них — Капелла Богоматери.
Эдуард III родился в Виндзорском замке и провёл в нём большую часть своего правления. В январе 1344 года он основал здесь новый Орден круглого стола, устроив турнир и торжественный пир, на котором, по словам хрониста Адама Муримута, объявил о строительстве отдельного каменного здания для рыцарских заседаний, но после похода во Францию отказался от этой идеи и основал другой орден — Орден подвязки. Также он перестроил дворец Генриха III. Всего в период с 1350 по 1377 год он потратил на обновление замка огромную по тем временам сумму в 51 000 фунтов, что стало возможным благодаря крупным победам англичан в Столетней войне (битва при Слейсе, 1340; при Креси, 1346; при Пуатье, 1356). При нём в Круглой башне были установлены часы (1354 год), Верхний двор приобрёл форму четырёхугольника, были унифицированы крыши и окна большинства зданий (переделаны в готическом стиле).
XV век в Англии ознаменовался междоусобными войнами, в первую очередь противостоянием Ланкастеров и Йорков, вылившееся в Войну Алой и Белой розы (1455-85). При этом роль Виндзорского замка в политической жизни страны продолжала расти. В 1417 году замок принимал визит императора Священной Римской империи. Генрих VI родился в Виндзорском замке и стал королём уже в возрасте девяти месяцев. В 1461 году Эдуард IV захватил власть и заточил жену Генриха Маргариту Анжуйскую в замке. В 1475 году Эдуард начал строительство современной Капеллы Святого Георгия, для чего пришлось снести несколько старых строений Нижнего двора. Завершено оно было уже в 1488 году Генрихом VII.
Хотя Виндзорский замок продолжал оставаться одной из основных резиденций английских монархов, в XVI веке было сделано немного изменений. Была сооружена длинная терраса вдоль стены Верхнего двора с видом на Темзу, получившая название Северного причала. В начале своего правления Генрих VIII собирался превратить Капеллу Богоматери в мавзолей кардинала Уолси, но позже кардинал впал в немилость и проект остался незавершённым; в 1547 году сам Генрих VIII был похоронен в этой часовне.

### XVII век
Карл I, ставший королём Англии в 1626 году, был ценителем искусства, поэтому больше, чем его предшественники, уделял внимания эстетическим аспектам Виндзорского замка. Для разработки плана по улучшению замка в 1629 году был приглашён Иниго Джонс.

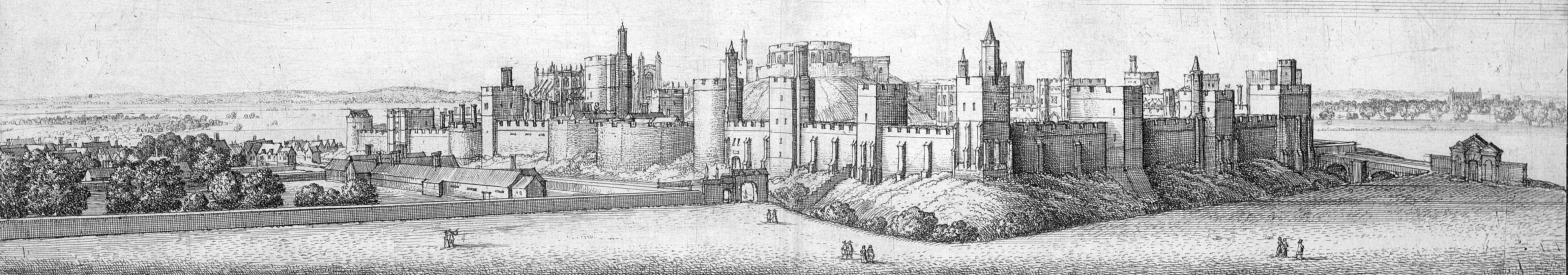
Панорама замка 1656 года с юго-восточной стороны

В 1642 году в Англии началась Гражданская война между Роялистами и сторонниками парламента. После битвы при Эджхиле Виндзорский замок заняли парламентаристы, его управляющим стал Джон Венн. Замок, как и другие королевские резиденции, был разграблен. Зимой 1642-43 годов здесь была ставка графа Эссекского, генерала парламентаристов; клуатр Хорсшу стал тюрьмой для пленных Роялистов, Капелла Богоматери — арсеналом. Карл I в 1647 году содержался в замке под стражей, после его казни в январе 1649 года он был погребён в Капелле Святого Георгия.
После реставрации монархии в 1660 году началось восстановление Виндзорского замка.

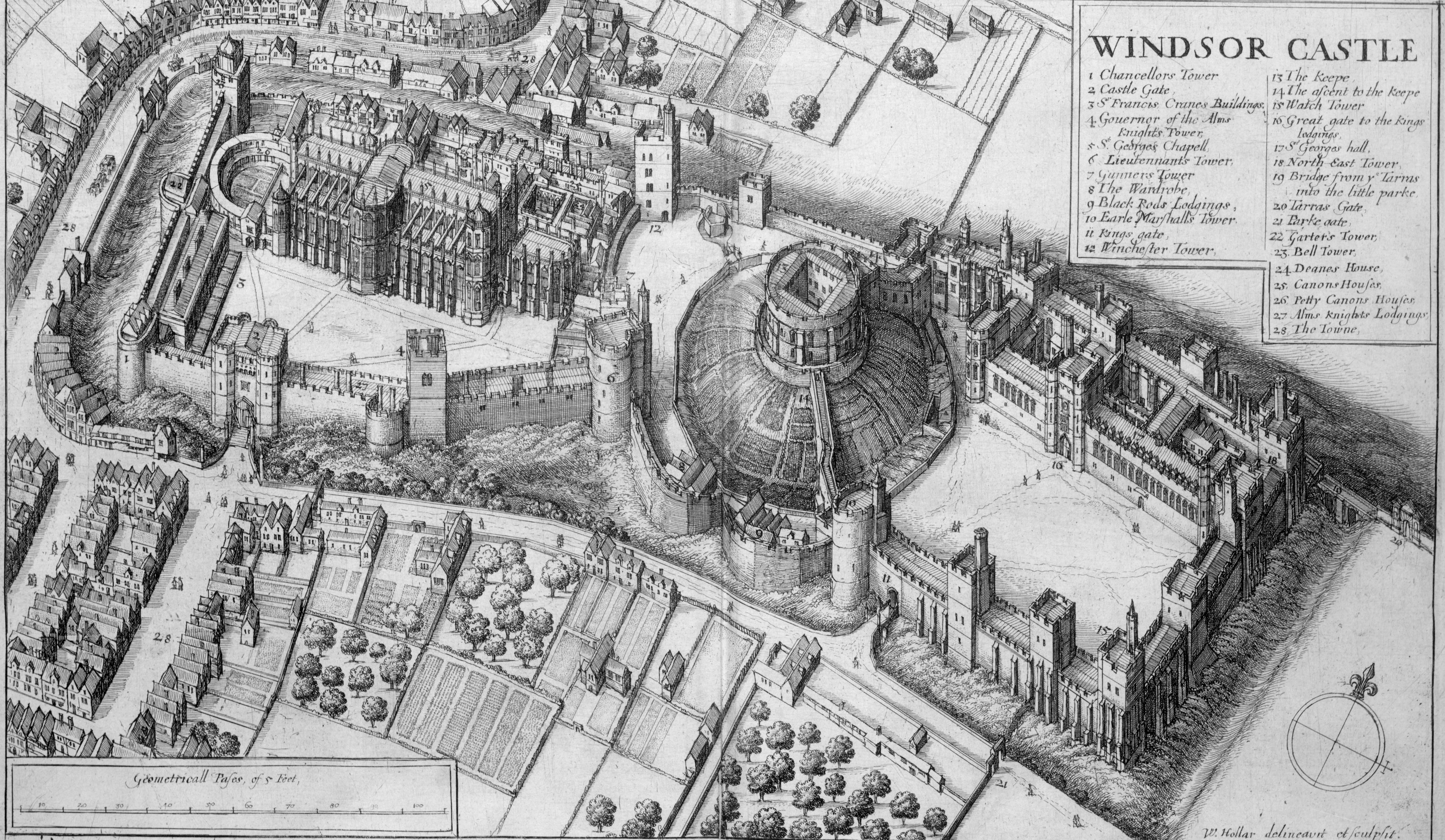
Виндзор на гравюре Вацлава Холлара 1658 года

В 1668 году Карл II назначил принца Руперта, одного из немногих из его выживших родственников, констеблем Виндзорского замка. Для работ по реконструкции замка был нанят архитектор Хью Мэй. Под его руководством замок приобрёл черты дворца в стиле барокко, работы были завершены в 1683 году.

### XVIII век
В XVIII веке интерес монархов к замку ослабел, здесь поселялись друзья королевской семьи, также проводились экскурсии для туристов. В середине века появились первые путеводители по Виндзору.

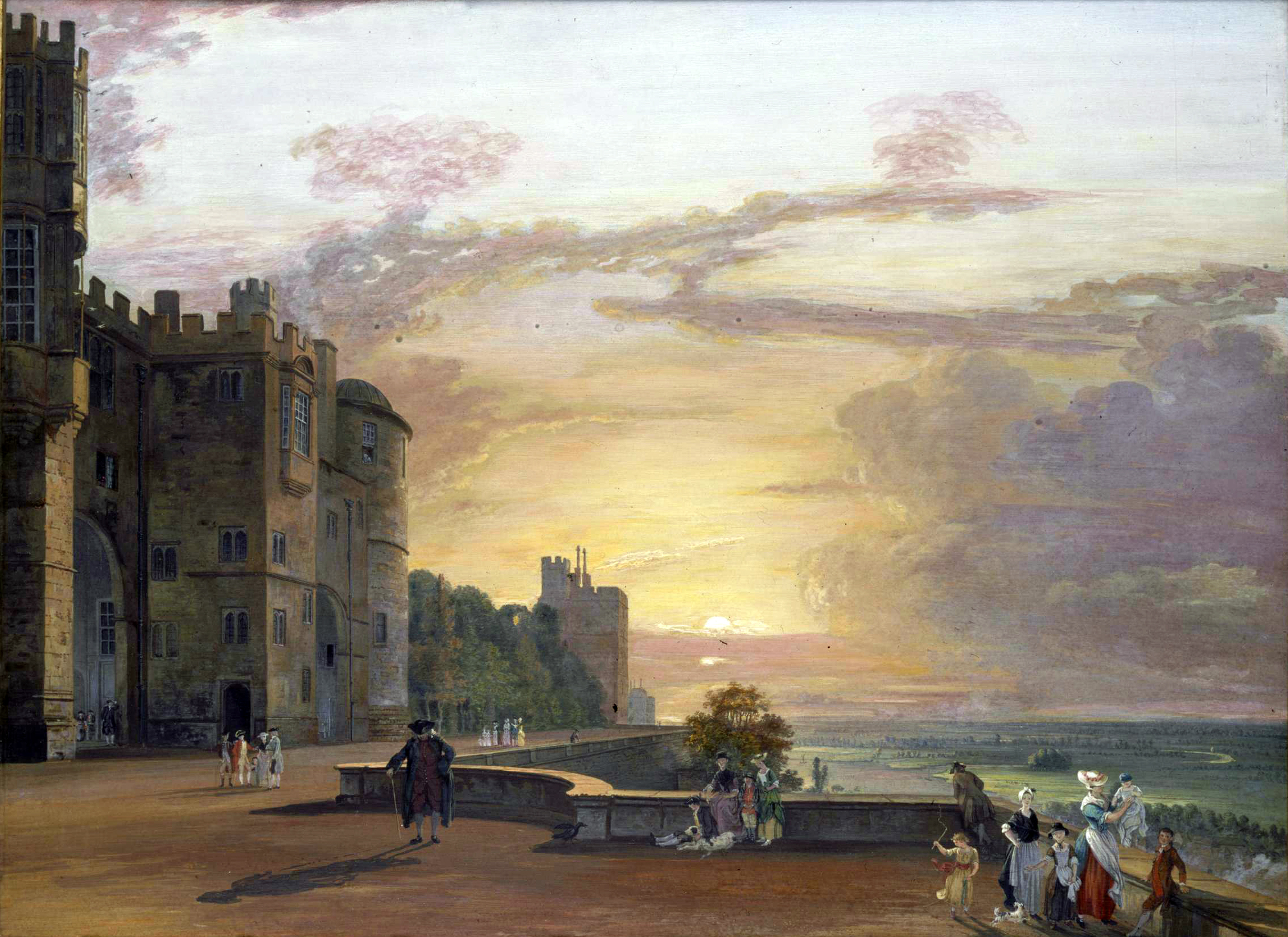
Замок на картине Пола Сандбая (1790)

Замок начал возвращать себе статус резиденции при Георге III, взошедшим на престол в 1760 году. Доступ посетителям был ограничен, начались реставрационные работы, для которых был приглашён архитектор Джеймс Уайетт. Всего на реконструкцию было потрачено свыше £150 000 (£100 млн по ценам 2008 года).

### XIX век
Георг IV взошёл на престол в 1820 году с намерением создать ряд королевских дворцов, соответствующих его богатству и влиятельности как правителя Британской империи. Он убедил парламент выделить ему на реставрацию £300 000 (£245 млн в ценах 2008 года). Архитектором был выбран Джеффри Уайетвилль, работы начались в 1824 году. Террасы были закрыты для посетителей, фасад Верхнего двора был полностью переделан и приобрёл современный облик.

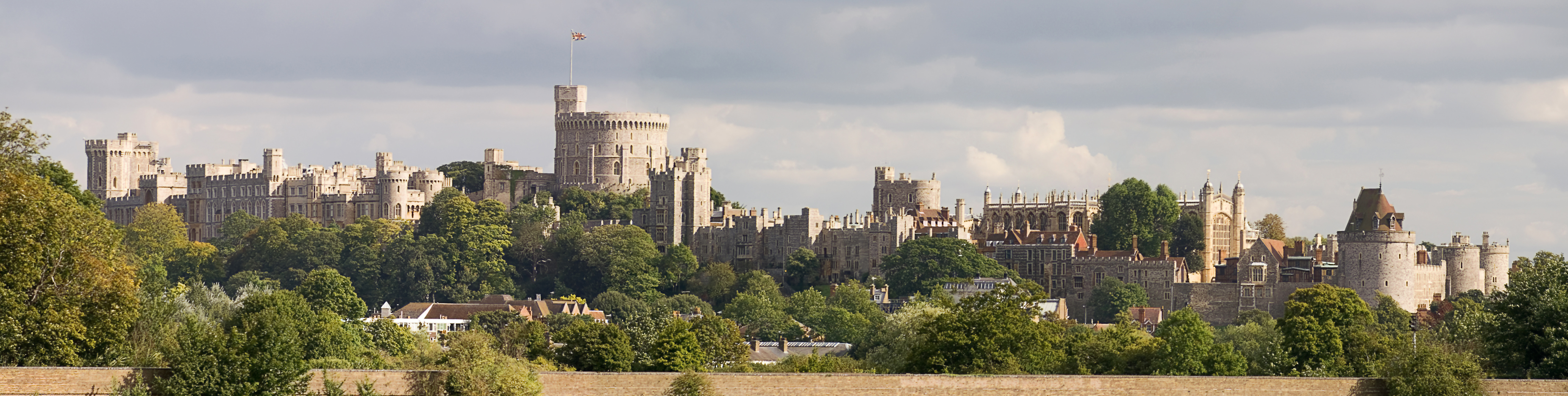
Панорама Виндзорского замка с террасами со стороны реки Темзы.

Круглая башня была надстроена на 9 метров, большинство апартаментов Верхнего двора были переделаны, было построено несколько новых башен, значительно выше прежних. Статуя Карла II была перенесена из центра Верхнего двора к подножью холма. Также был добавлен Зал Ватерлоо, посвящённый победе над Наполеоном в 1815 году. На момент смерти Георга IV в 1830 году работы ещё не были закончены, но были в общих чертах завершены к смерти Уайетвилля в 1840 году. Общая сумма расходов на замок превысила миллион фунтов.
Королева Виктория и принц-консорт Альберт сделали Виндзорский замок своей основной резиденцией, здесь принимались большинство дипломатических и государственных визитов, было налажено железнодорожное и пароходное сообщение. В 1861 году в Голубой комнате замка умер принц Альберт и был похоронен в Королевском мавзолее во Фрогморе, расположенном в Домашнем парке. После этого замок на много лет был в трауре, а королева Виктория получила прозвище «Виндзорская вдова».

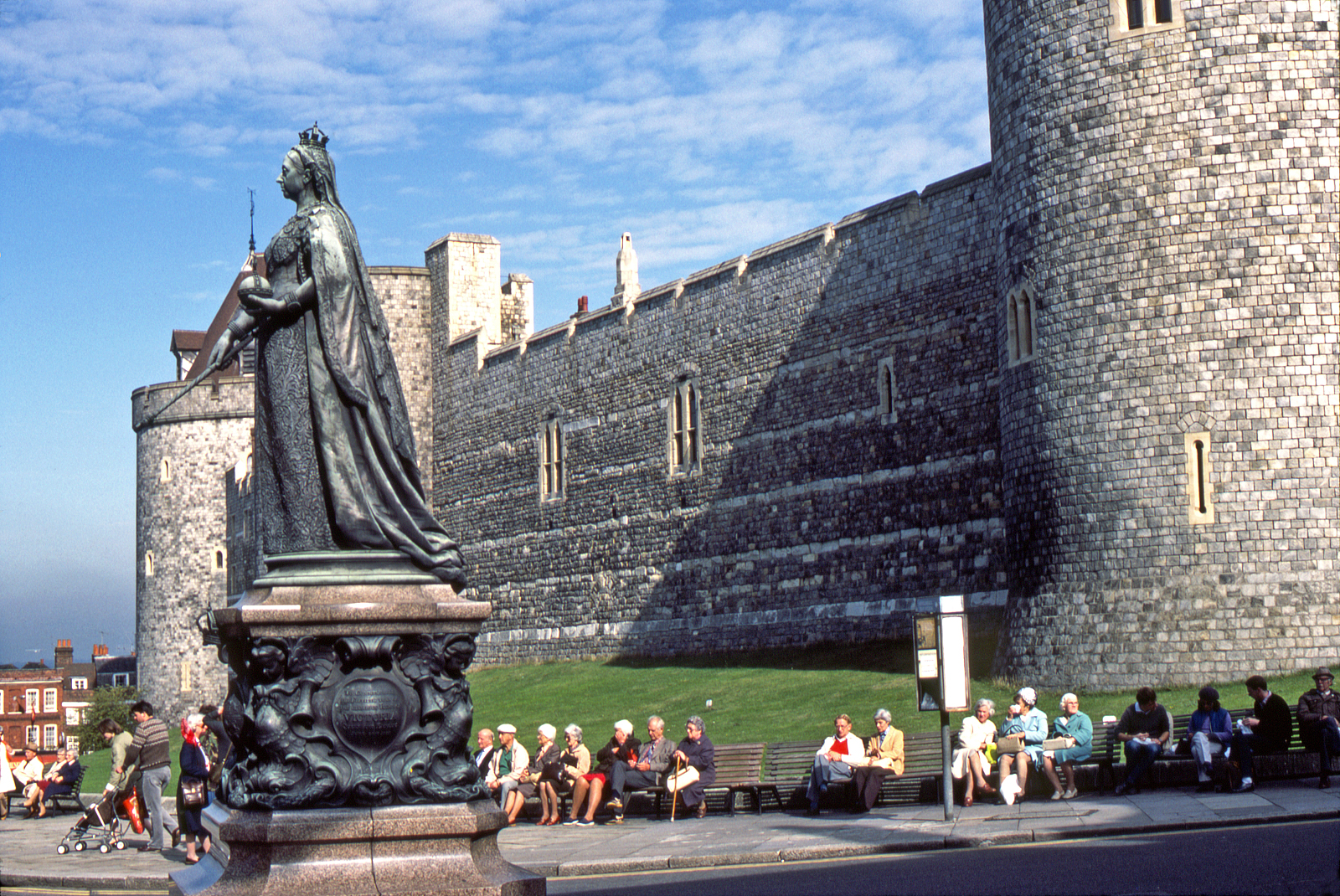
Статуя королевы Виктории в Виндзоре

Во второй половине XIX века продолжались работы по улучшению замка, в основном под руководством архитекторов Энтони Салвина и Эдварда Блора. В конце века в замок было проведено электричество и водопровод.

### XX век
В начале XX века началась активная модернизация замка: во всех залах было сделано электрическое освещение и центральное отопление, проложена телефонная линия, построены гаражи для автомобилей. Также были переделаны интерьеры большинства залов. На протяжении века периодически велись реставрационные работы.

#### Пожар 1992 года
20 ноября 1992 года в замке случился большой пожар. Его удалось потушить лишь через 15 часов, и Верхнему двору был нанесён большой ущерб. Предположительно, во время реставрационных работ от одного из прожекторов загорелась портьера, огонь быстро распространился. Полностью сгорели девять залов, серьёзно повреждено было более 100 помещений. Ущерб замку нанёс не только огонь, но и вода, которой его тушили. Также возник вопрос, кто будет платить за восстановление замка, поскольку, как и другие государственные здания, он не был застрахован. Было решено, что деньги будут собирать, взимая плату за посещение Букингемского дворца и парка, окружающего Виндзорский замок. Программа реставрации была завершена в 1997 году, на неё было потрачено £37 млн.

### XXI век
В настоящее время дворцом от имени нации владеет организация Occupied Royal Palaces Estate (жилые королевские дворцы), бытовое обслуживание осуществляет департамент Royal Households of the United Kingdom. Виндзорский замок — самый большой из жилых замков в мире (в нём живёт и работает около 500 человек).
Елизавета II проводила в замке месяц весной (в марте-апреле) и неделю в июне для участия в традиционных церемониях, связанных с Орденом Подвязки.
В замке, а именно в Мемориальной часовне короля Георга VI она и захоронена в сентябре 2022 года.

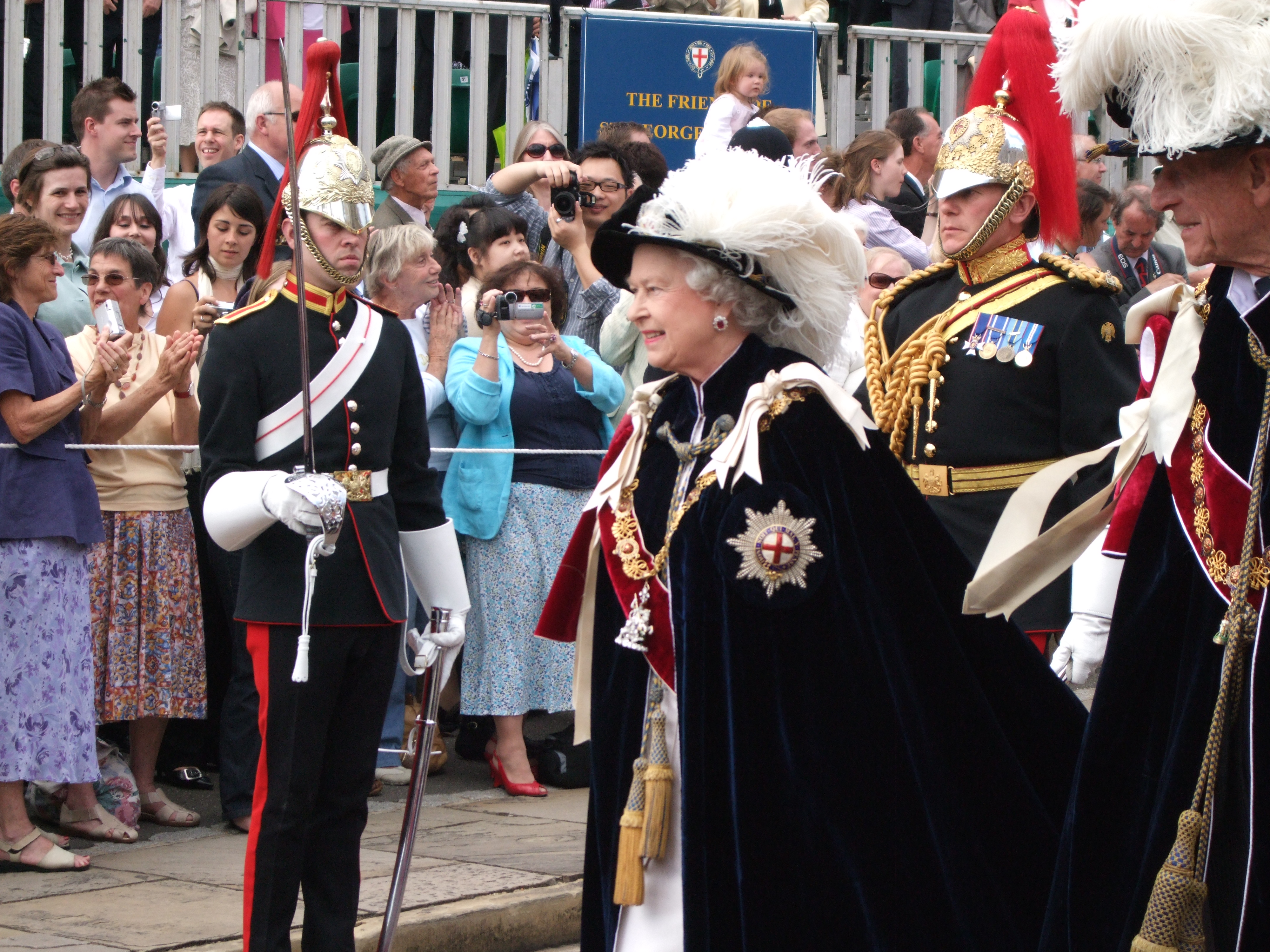
Королева Елизавета Вторая в одеянии Кавалерственной Дамы Ордена Подвязки

Также здесь часто принимаются визиты официальных лиц.
Ежегодно замок посещают около миллиона туристов.

## Музей Кукольный дом Королевы Марии

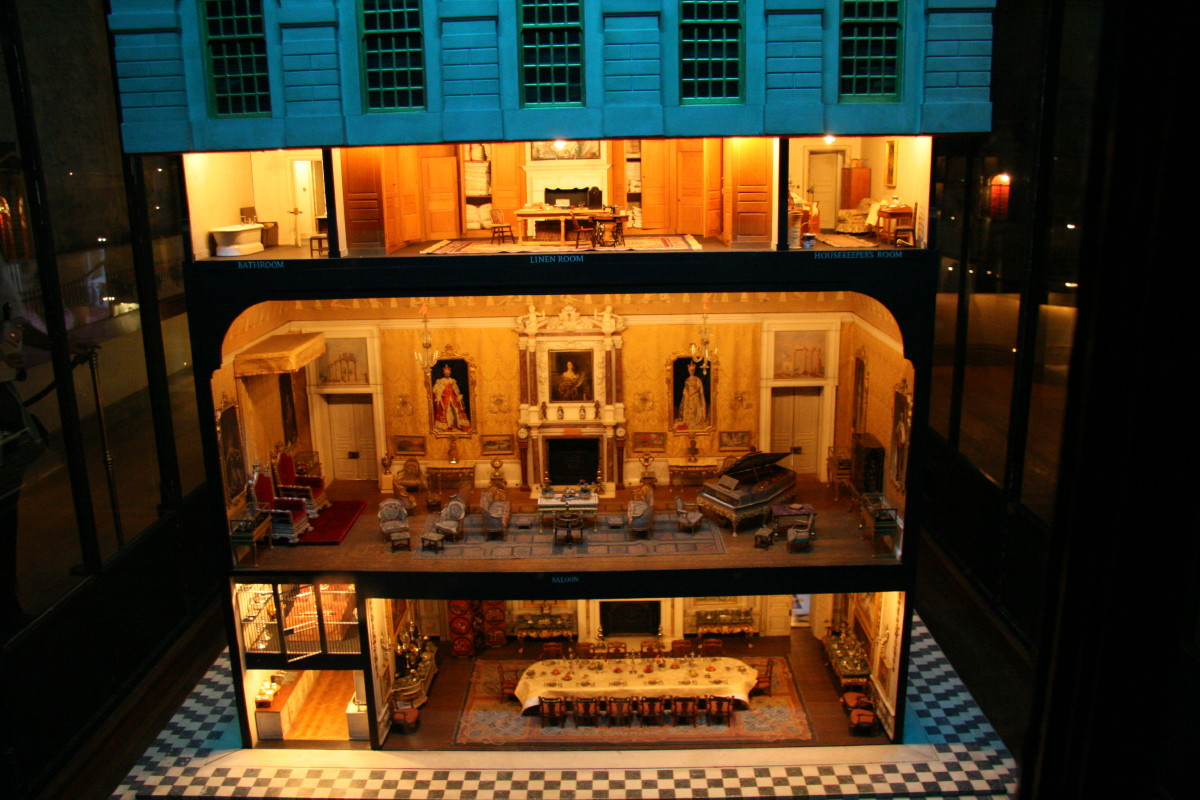
Домик размерами 2,5X1,5X1,5 метра с 40 комнатами и гаражом внизу

Находящийся в замке самый известный в мире кукольный домик выставлен в отдельном музее в здании Государственных аппартаментов рядом с Нормандскими воротами.
Создан в 1924 году в качестве подарка супруге Короля Георга V — королеве Марии и для того чтобы привлечь денежные средства на благотворительные цели.
1500 мастеров и художников работали над его изготовлением в течение четырёх лет.
Домик был построен под руководством архитектора Сэра Эдвина Лютьенса в масштабе 1:12.
В подвальном гараже хранятся шесть машин, включая крошечный Роллс-Ройс Сильвер Гоуст.
Степень выполненной реалистичности домика наводит некоторых посетителей на мысль о существовании неведомой малой расы…